# Associació d'Universitats de la Commonwealth
L'Associació d'Universitats de la Commonwealth (ACU) es va establir el 1913 i compta amb més de 500 institucions membres en més de 50 països de la Commonwealth. L'ACU és la xarxa internacional d'universitats més antiga del món. La seva missió és promoure i donar suport a l'excel·lència en l'educació superior en benefici de les persones i les organitzacions de tota la Commonwealth i més enllà. Té una població conjunta de 3.000 milions de persones, principalment menors de 30 anys, als països de la Commonwealth.
La seva missió és abordar els problemes de l'educació superior internacional mitjançant una sèrie de projectes, xarxes i esdeveniments. L'ACU gestiona beques, ofereix recerca acadèmica i lideratge en temes del sector, i promou la cooperació interuniversitaria i l'intercanvi de bones pràctiques, ajudant les universitats al servei de les seves comunitats.
L'associació es regeix per les seves institucions membres mitjançant un Consell electe. Com que l'ACU és una organització benèfica registrada al Regne Unit, els membres del Consell també actuen com a administradors. El Consell de l'ACU està format per fins a 23 membres.

## Membres
| Nom en anglès de la institució                                                      | Estat                            |
| ----------------------------------------------------------------------------------- | -------------------------------- |
| Charles Sturt University                                                            | Australia                        |
| Curtin University                                                                   | Australia                        |
| Edith Cowan University                                                              | Australia                        |
| Griffith University                                                                 | Australia                        |
| Macquarie University                                                                | Australia                        |
| Murdoch University                                                                  | Australia                        |
| RMIT University                                                                     | Australia                        |
| University of Adelaide                                                              | Australia                        |
| University of Newcastle                                                             | Australia                        |
| University of Canberra                                                              | Australia                        |
| University of Melbourne                                                             | Australia                        |
| University of Southern Queensland                                                   | Australia                        |
| University of Sydney                                                                | Australia                        |
| University of Tasmania                                                              | Australia                        |
| University of the Sunshine Coast                                                    | Australia                        |
| University of Wollongong                                                            | Australia                        |
| University of New South Wales                                                       | Australia                        |
| Western Sydney University                                                           | Australia                        |
| Asian University for Women                                                          | Bangladesh                       |
| Bangabandhu Sheikh Mujibur Rahman Agricultural University                           | Bangladesh                       |
| Bangladesh Agricultural University                                                  | Bangladesh                       |
| Bangladesh Open University                                                          | Bangladesh                       |
| Bangladesh University of Business and Technology                                    | Bangladesh                       |
| Bangladesh University of Engineering and Technology                                 | Bangladesh                       |
| BGMEA University of Fashion & Technology                                            | Bangladesh                       |
| Daffodil International University                                                   | Bangladesh                       |
| International Islamic University, Chittagong                                        | Bangladesh                       |
| International University of Business Agriculture and Technology                     | Bangladesh                       |
| Islamic University, Bangladesh                                                      | Bangladesh                       |
| Jahangirnagar University                                                            | Bangladesh                       |
| Khulna University                                                                   | Bangladesh                       |
| Metropolitan University, Sylhet                                                     | Bangladesh                       |
| Shahjalal University of Science and Technology                                      | Bangladesh                       |
| Southern University, Bangladesh                                                     | Bangladesh                       |
| University of Asia Pacific                                                          | Bangladesh                       |
| University of Chittagong                                                            | Bangladesh                       |
| University of Dhaka                                                                 | Bangladesh                       |
| World University of Bangladesh                                                      | Bangladesh                       |
| University of the West Indies at Cave Hill                                          | Barbados                         |
| University of Botswana                                                              | Botswana                         |
| Sultan Sharif Ali Islamic University                                                | Brunei Darussalam                |
| University of Technology Brunei                                                     | Brunei Darussalam                |
| The University of Bamenda                                                           | Cameroon                         |
| University of Buea                                                                  | Cameroon                         |
| University of Yaounde I                                                             | Cameroon                         |
| Athabasca University                                                                | Canada                           |
| Dalhousie University                                                                | Canada                           |
| Kwantlen Polytechnic University                                                     | Canada                           |
| MacEwan University                                                                  | Canada                           |
| McGill University                                                                   | Canada                           |
| McMaster University                                                                 | Canada                           |
| Memorial University of Newfoundland                                                 | Canada                           |
| Queen's University at Kingston                                                      | Canada                           |
| Toronto Metropolitan University                                                     | Canada                           |
| University of Alberta                                                               | Canada                           |
| University of British Columbia                                                      | Canada                           |
| University of Calgary                                                               | Canada                           |
| University of Guelph                                                                | Canada                           |
| University of Lethbridge                                                            | Canada                           |
| University of Manitoba                                                              | Canada                           |
| University of Northern British Columbia                                             | Canada                           |
| University of Ontario Institute of Technology                                       | Canada                           |
| University of Ottawa                                                                | Canada                           |
| University of Regina                                                                | Canada                           |
| University of Saskatchewan                                                          | Canada                           |
| University of Toronto                                                               | Canada                           |
| University of Waterloo                                                              | Canada                           |
| Vancouver Island University                                                         | Canada                           |
| Western University                                                                  | Canada                           |
| York University                                                                     | Canada                           |
| Cyprus Institute of Marketing                                                       | Cyprus                           |
| The Philips College                                                                 | Cyprus                           |
| University of Nicosia                                                               | Cyprus                           |
| All Saints University School of Medicine                                            | Dominica                         |
| University of Eswatini                                                              | Eswatini                         |
| Fiji National University                                                            | Fiji                             |
| University of Fiji                                                                  | Fiji                             |
| The University of the South Pacific                                                 | Fiji                             |
| Ghana Institute of Management and Public Administration                             | Ghana                            |
| Kumasi Polytechnic                                                                  | Ghana                            |
| Kwame Nkrumah University of Science and Technology                                  | Ghana                            |
| University for Development Studies                                                  | Ghana                            |
| University of Cape Coast                                                            | Ghana                            |
| University of Education Winneba                                                     | Ghana                            |
| University of Ghana                                                                 | Ghana                            |
| University of Mines and Technology                                                  | Ghana                            |
| University of Professional Studies, Accra                                           | Ghana                            |
| Valley View University                                                              | Ghana                            |
| University of Gibraltar                                                             | Gibraltar                        |
| Texila American University                                                          | Guyana                           |
| University of Guyana                                                                | Guyana                           |
| Chinese University of Hong Kong                                                     | Hong Kong                        |
| City University of Hong Kong                                                        | Hong Kong                        |
| The University of Hong Kong                                                         | Hong Kong                        |
| University of Allahabad                                                             | India                            |
| Academy of Scientific and Innovative Research                                       | India                            |
| Acharya Nagarjuna University                                                        | India                            |
| Alagappa University                                                                 | India                            |
| Aligarh Muslim University                                                           | India                            |
| Amity University, Noida                                                             | India                            |
| Amity University Rajasthan                                                          | India                            |
| Andhra University                                                                   | India                            |
| Annamalai University                                                                | India                            |
| Apeejay Stya University                                                             | India                            |
| Awadhesh Pratap Singh University                                                    | India                            |
| Bhagat Phool Singh Mahila Vishwavidyalaya                                           | India                            |
| B.S. Abdur Rahman Crescent Institute of Science and Technology                      | India                            |
| Baba Farid University of Health Sciences                                            | India                            |
| Babasaheb Bhimrao Ambedkar University                                               | India                            |
| Banasthali University                                                               | India                            |
| Bangalore University                                                                | India                            |
| Berhampur University                                                                | India                            |
| Bhagwant University                                                                 | India                            |
| Bharathiar University                                                               | India                            |
| Bharathidasan University                                                            | India                            |
| Birla Institute of Technology                                                       | India                            |
| Birla Institute of Technology and Science, Pilani                                   | India                            |
| Bundelkhand University, Jhansi                                                      | India                            |
| Career Point University, Kota                                                       | India                            |
| Central Agricultural University                                                     | India                            |
| Central University of Gujarat                                                       | India                            |
| Central University of Kashmir                                                       | India                            |
| Central University of Punjab                                                        | India                            |
| Central University of Tibetan Studies                                               | India                            |
| Chandigarh University                                                               | India                            |
| Charotar University of Science and Technology                                       | India                            |
| Cochin University of Science and Technology                                         | India                            |
| Deenbandhu Chhotu Ram University of Science and Technology                          | India                            |
| Dev Sanskriti Vishwavidyalaya                                                       | India                            |
| Devi Ahilya Vishwavidyalaya                                                         | India                            |
| Dharmsinh Desai University                                                          | India                            |
| Dibrugarh University                                                                | India                            |
| Doctor D. Y. Patil University                                                       | India                            |
| Assam Don Bosco University                                                          | India                            |
| Dr. B.R. Ambedkar Open University                                                   | India                            |
| Dravidian University                                                                | India                            |
| English and Foreign Languages University                                            | India                            |
| Fakir Mohan University                                                              | India                            |
| Gandhigram Rural University                                                         | India                            |
| Ganpat University                                                                   | India                            |
| Gauhati University                                                                  | India                            |
| GITAM University                                                                    | India                            |
| Gujarat Forensic Sciences University                                                | India                            |
| Gulbarga University                                                                 | India                            |
| Guru Ghasidas Vishwavidyalaya                                                       | India                            |
| Guru Gobind Singh Indraprastha University                                           | India                            |
| Guru Jambheshwar University of Science and Technology                               | India                            |
| Guru Nanak Dev University                                                           | India                            |
| Gurukula Kangri Vishwavidyalaya                                                     | India                            |
| Hemchandracharya North Gujarat University                                           | India                            |
| Himachal Pradesh University                                                         | India                            |
| Hindustan Institute of Technology and Science                                       | India                            |
| I. K. Gujral Punjab Technical University                                            | India                            |
| Indian Institute of Science                                                         | India                            |
| Indian Institute of Technology (Indian School of Mines), Dhanbad                    | India                            |
| Jai Narain Vyas University                                                          | India                            |
| Jamia Hamdard                                                                       | India                            |
| Jamia Millia Islamia                                                                | India                            |
| Jawaharlal Nehru University                                                         | India                            |
| Jayoti Vidyapeeth Women's University                                                | India                            |
| Jharkhand Rai University                                                            | India                            |
| JSS University                                                                      | India                            |
| Kakatiya University                                                                 | India                            |
| Kannur University                                                                   | India                            |
| Karnatak University Dharwad                                                         | India                            |
| Karnataka State Open University                                                     | India                            |
| Kerala University                                                                   | India                            |
| KIIT University                                                                     | India                            |
| Kurukshetra University                                                              | India                            |
| Kuvempu University                                                                  | India                            |
| Lala Lajpat Rai University of Veterinary & Animal Sciences                          | India                            |
| Lovely Professional University                                                      | India                            |
| University of Madras                                                                | India                            |
| Madhya Pradesh Bhoj Open University                                                 | India                            |
| Madurai Kamaraj University                                                          | India                            |
| Maharishi Markandeshwar University: Solan, Sadopur, Mullana                         | India                            |
| Maharshi Dayanand Saraswati University                                              | India                            |
| Maharshi Dayanand University                                                        | India                            |
| Makhanlal Chaturvedi National University of Journalism and Communication            | India                            |
| Manipal Academy of Higher Education                                                 | India                            |
| Manipur University                                                                  | India                            |
| Manonmaniam Sundaranar University                                                   | India                            |
| Maulana Azad National Urdu University                                               | India                            |
| Mohanlal Sukhadia University                                                        | India                            |
| Mother Teresa Women's University                                                    | India                            |
| NALSAR University of Law                                                            | India                            |
| National Law University, Delhi                                                      | India                            |
| National Law University, Jodhpur                                                    | India                            |
| National Law University Odisha                                                      | India                            |
| Nirma University                                                                    | India                            |
| North Orissa University                                                             | India                            |
| North-Eastern Hill University                                                       | India                            |
| O. P. Jindal Global University                                                      | India                            |
| Osmania University                                                                  | India                            |
| Panjab University                                                                   | India                            |
| Patna University                                                                    | India                            |
| Pondicherry University                                                              | India                            |
| Pravara Institute of Medical Sciences                                               | India                            |
| Punjabi University                                                                  | India                            |
| Rajiv Gandhi National University of Law                                             | India                            |
| Rajiv Gandhi University                                                             | India                            |
| Rajiv Gandhi University of Health Sciences                                          | India                            |
| Rashtrasant Tukadoji Maharaj Nagpur University                                      | India                            |
| Sam Higginbottom University of Agriculture, Technology and Sciences                 | India                            |
| Sambalpur University                                                                | India                            |
| Sanskriti University                                                                | India                            |
| Sant Gadge Baba Amravati University                                                 | India                            |
| Saurashtra University                                                               | India                            |
| School of Planning and Architecture, New Delhi                                      | India                            |
| Sharda University                                                                   | India                            |
| Shivaji University                                                                  | India                            |
| Shoolini University of Biotechnology and Management Sciences                        | India                            |
| Shri Mata Vaishno Devi University                                                   | India                            |
| Sikkim Manipal University                                                           | India                            |
| Solapur University                                                                  | India                            |
| South Asian University                                                              | India                            |
| Sree Chitra Tirunal Institute for Medical Sciences and Technology                   | India                            |
| Sri Krishnadevaraya University                                                      | India                            |
| Sri Padmavati Mahila Visvavidyalayam                                                | India                            |
| Sri Ramachandra University                                                          | India                            |
| SRM Institute of Science and Technology                                             | India                            |
| Swami Ramanand Teerth Marathwada University                                         | India                            |
| Tamil Nadu Dr. M.G.R. Medical University                                            | India                            |
| Tamil Nadu Open University                                                          | India                            |
| Tamil Nadu Veterinary and Animal Sciences University                                | India                            |
| Tamil University                                                                    | India                            |
| Tata Institute of Social Sciences                                                   | India                            |
| Tezpur University                                                                   | India                            |
| The ICFAI Foundation for Higher Education                                           | India                            |
| The ICFAI University Mizoram                                                        | India                            |
| The ICFAI University Tripura                                                        | India                            |
| The ICFAI University, Dehradun                                                      | India                            |
| The ICFAI University, Meghalaya                                                     | India                            |
| The ICFAI University, Nagaland                                                      | India                            |
| The ICFAI University, Sikkim                                                        | India                            |
| The IIS University                                                                  | India                            |
| The Northcap University                                                             | India                            |
| Tilka Manjhi Bhagalpur University                                                   | India                            |
| Tripura University                                                                  | India                            |
| University of Calicut                                                               | India                            |
| University of Delhi                                                                 | India                            |
| University of Engineering & Management (UEM), Jaipur                                | India                            |
| University of Hyderabad                                                             | India                            |
| University of Jammu                                                                 | India                            |
| University of Kerala                                                                | India                            |
| University of Madras                                                                | India                            |
| University of Mumbai                                                                | India                            |
| University of Mysore                                                                | India                            |
| University of Science and Technology, Meghalaya                                     | India                            |
| Utkal University                                                                    | India                            |
| Vels University                                                                     | India                            |
| Vel Tech Rangarajan Dr. Sagunthala R&D Institute of Science and Technology          | India                            |
| Vidya Pratishthan's College of Engineering, Baramati                                | India                            |
| Vinoba Bhave University                                                             | India                            |
| Visva-Bharati                                                                       | India                            |
| Visvesvaraya Technological University                                               | India                            |
| Yashwantrao Chavan Maharashtra Open University                                      | India                            |
| Caribbean Maritime Institute                                                        | Jamaica                          |
| The University of the West Indies                                                   | Jamaica                          |
| University of Technology, Jamaica                                                   | Jamaica                          |
| Catholic University of Eastern Africa                                               | Kenya                            |
| Kenyatta University                                                                 | Kenya                            |
| Maseno University                                                                   | Kenya                            |
| Moi University                                                                      | Kenya                            |
| Mount Kenya University                                                              | Kenya                            |
| South Eastern Kenya University                                                      | Kenya                            |
| Strathmore University                                                               | Kenya                            |
| Technical University of Kenya                                                       | Kenya                            |
| Machakos University                                                                 | Kenya                            |
|                                                                                     |                                  |
| United States International University - Africa                                     | Kenya                            |
| University of Nairobi                                                               | Kenya                            |
| National University of Lesotho                                                      | Lesotho                          |
| Lilongwe University of Agriculture and Natural Resources                            | Malawi                           |
| Mzuzu University                                                                    | Malawi                           |
| University of Malawi                                                                | Malawi                           |
| Asia e University                                                                   | Malaysia                         |
| Asia Metropolitan University                                                        | Malaysia                         |
| Asia Pacific University of Technology & Innovation                                  | Malaysia                         |
| University of Cyberjaya                                                             | Malaysia                         |
| GlobalNxt University                                                                | Malaysia                         |
| UOW Malaysia KDU University College                                                 | Malaysia                         |
| Limkokwing University of Creative Technology                                        | Malaysia                         |
| Lincoln University College, Malaysia                                                | Malaysia                         |
| Management and Science University                                                   | Malaysia                         |
| Manipal International University                                                    | Malaysia                         |
| North Borneo University College                                                     | Malaysia                         |
| Quest International University Perak                                                | Malaysia                         |
| Raffles University Iskandar                                                         | Malaysia                         |
| Sultan Azlan Shah University                                                        | Malaysia                         |
| National University of Malaysia                                                     | Malaysia                         |
| Universiti Malaysia Sabah                                                           | Malaysia                         |
| Universiti Malaysia Sarawak                                                         | Malaysia                         |
| Universiti Putra Malaysia                                                           | Malaysia                         |
| University of Science, Malaysia                                                     | Malaysia                         |
| Universiti Tenaga Nasional                                                          | Malaysia                         |
| Universiti Tun Abdul Razak                                                          | Malaysia                         |
| Universiti Tunku Abdul Rahman                                                       | Malaysia                         |
| Universiti Utara Malaysia                                                           | Malaysia                         |
| University of Malaya                                                                | Malaysia                         |
| Villa College                                                                       | Maldives                         |
| University of Malta                                                                 | Malta                            |
| Open University of Mauritius                                                        | Mauritius                        |
| University of Mauritius                                                             | Mauritius                        |
| University of Technology Mauritius                                                  | Mauritius                        |
| Eduardo Mondlane University                                                         | Mozambique                       |
| University of Namibia                                                               | Namibia                          |
| Auckland University of Technology                                                   | New Zealand                      |
| Lincoln University                                                                  | New Zealand                      |
| Massey University                                                                   | New Zealand                      |
| University of Auckland                                                              | New Zealand                      |
| University of Canterbury                                                            | New Zealand                      |
| University of Otago                                                                 | New Zealand                      |
| Victoria University of Wellington                                                   | New Zealand                      |
| Adekunle Ajasin University                                                          | Nigeria                          |
| Afe Babalola University                                                             | Nigeria                          |
| Ahmadu Bello University                                                             | Nigeria                          |
| Bayero University                                                                   | Nigeria                          |
| Covenant University                                                                 | Nigeria                          |
| Delta State University                                                              | Nigeria                          |
| Ebonyi State University                                                             | Nigeria                          |
| Ekiti State University                                                              | Nigeria                          |
| Federal University of Agriculture, Abeokuta                                         | Nigeria                          |
| Federal University of Technology Akure                                              | Nigeria                          |
| Federal University of Technology Minna                                              | Nigeria                          |
| Gombe State University                                                              | Nigeria                          |
| Federal University of Technology, Yola                                              | Nigeria                          |
| Niger Delta University                                                              | Nigeria                          |
| Nnamdi Azikiwe University                                                           | Nigeria                          |
| Redeemer's University                                                               | Nigeria                          |
| Rivers State University                                                             | Nigeria                          |
| University of Benin (Nigeria)                                                       | Nigeria                          |
| University of Calabar                                                               | Nigeria                          |
| University of Ibadan                                                                | Nigeria                          |
| University of Ilorin                                                                | Nigeria                          |
| University of Jos                                                                   | Nigeria                          |
| University of Lagos                                                                 | Nigeria                          |
| University of Maiduguri                                                             | Nigeria                          |
| University of Nigeria                                                               | Nigeria                          |
| University of Port Harcourt                                                         | Nigeria                          |
| Air University                                                                      | Pakistan                         |
| Bahria University                                                                   | Pakistan                         |
| Balochistan University of Information Technology, Engineering & Management Sciences | Pakistan                         |
| Capital University of Science & Technology                                          | Pakistan                         |
| COMSATS Institute of Information Technology                                         | Pakistan                         |
| Fatima Jinnah Women University                                                      | Pakistan                         |
| Greenwich University                                                                | Pakistan                         |
| Institute of Business Administration Karachi                                        | Pakistan                         |
| Institute of Business Management                                                    | Pakistan                         |
| Islamia University Bahawalpur                                                       | Pakistan                         |
| Isra University                                                                     | Pakistan                         |
| Jinnah Sindh Medical University                                                     | Pakistan                         |
| Mehran University of Engineering and Technology                                     | Pakistan                         |
| National Defence University                                                         | Pakistan                         |
| National University of Sciences and Technology                                      | Pakistan                         |
| Pir Mehr Ali Shah Arid Agriculture University                                       | Pakistan                         |
| Riphah International University                                                     | Pakistan                         |
| Shaheed Zulfikar Ali Bhutto Institute of Science and Technology                     | Pakistan                         |
| Sindh Madressatul Islam University                                                  | Pakistan                         |
| Sir Syed University of Engineering and Technology                                   | Pakistan                         |
| University of Engineering and Technology, Lahore                                    | Pakistan                         |
| University of Engineering and Technology, Peshawar                                  | Pakistan                         |
| University of Sindh                                                                 | Pakistan                         |
| University of the Punjab                                                            | Pakistan                         |
| Ziauddin University                                                                 | Pakistan                         |
| Divine Word University                                                              | Papua New Guinea                 |
| Papua New Guinea University of Technology                                           | Papua New Guinea                 |
| University of Papua New Guinea                                                      | Papua New Guinea                 |
| University of Rwanda                                                                | Rwanda                           |
| University of Medicine and Health Sciences                                          | Saint Kitts and Nevis            |
| All Saints University School of Medicine                                            | Saint Vincent and the Grenadines |
| Saint James School of Medicine                                                      | Saint Vincent and the Grenadines |
| University of Seychelles                                                            | Seychelles                       |
| University of Sierra Leone                                                          | Sierra Leone                     |
| Nanyang Technological University                                                    | Singapore                        |
| National University of Singapore                                                    | Singapore                        |
| Raffles College of Design and Commerce                                              | Singapore                        |
| Cape Peninsula University of Technology                                             | South Africa                     |
| Central University of Technology                                                    | South Africa                     |
| Durban University of Technology                                                     | South Africa                     |
| Mangosuthu University of Technology                                                 | South Africa                     |
| Nelson Mandela University                                                           | South Africa                     |
| North-West University                                                               | South Africa                     |
| Rhodes University                                                                   | South Africa                     |
| Sefako Makgatho Health Sciences University                                          | South Africa                     |
| Sol Plaatje University                                                              | South Africa                     |
| Stellenbosch University                                                             | South Africa                     |
| Tshwane University of Technology                                                    | South Africa                     |
| University of Cape Town                                                             | South Africa                     |
| University of Johannesburg                                                          | South Africa                     |
| University of KwaZulu-Natal                                                         | South Africa                     |
| University of Mpumalanga                                                            | South Africa                     |
| University of Pretoria                                                              | South Africa                     |
| University of South Africa                                                          | South Africa                     |
| University of the Free State                                                        | South Africa                     |
| University of the Western Cape                                                      | South Africa                     |
| University of the Witwatersrand                                                     | South Africa                     |
| University of Limpopo                                                               | South Africa                     |
| University of Zululand                                                              | South Africa                     |
| Vaal University of Technology                                                       | South Africa                     |
| Buddhasravaka Bhiksu University                                                     | Sri Lanka                        |
| Buddhist and Pali University of Sri Lanka                                           | Sri Lanka                        |
| Colombo International Nautical and Engineering College                              | Sri Lanka                        |
| Eastern University, Sri Lanka                                                       | Sri Lanka                        |
| General Sir John Kotelawala Defence University                                      | Sri Lanka                        |
| Horizon Campus                                                                      | Sri Lanka                        |
| International Institute of Health Sciences                                          | Sri Lanka                        |
| NSBM Green University                                                               | Sri Lanka                        |
| Open University of Sri Lanka                                                        | Sri Lanka                        |
| Rajarata University of Sri Lanka                                                    | Sri Lanka                        |
| Sabaragamuwa University of Sri Lanka                                                | Sri Lanka                        |
| South Eastern University of Sri Lanka                                               | Sri Lanka                        |
| Sri Lanka Institute of Information Technology                                       | Sri Lanka                        |
| University of Colombo                                                               | Sri Lanka                        |
| University of Jaffna                                                                | Sri Lanka                        |
| University of Kelaniya                                                              | Sri Lanka                        |
| University of Moratuwa                                                              | Sri Lanka                        |
| University of Peradeniya                                                            | Sri Lanka                        |
| University of Ruhuna                                                                | Sri Lanka                        |
| University of Sri Jayewardenepura                                                   | Sri Lanka                        |
| University of the Visual and Performing Arts                                        | Sri Lanka                        |
| University of Vocational Technology                                                 | Sri Lanka                        |
| Uva Wellassa University                                                             | Sri Lanka                        |
| Wayamba University of Sri Lanka                                                     | Sri Lanka                        |
| Ardhi University                                                                    | Tanzania                         |
| Muhimbili University of Health and Allied Sciences                                  | Tanzania                         |
| Mzumbe University                                                                   | Tanzania                         |
| Open University of Tanzania                                                         | Tanzania                         |
| Sokoine University of Agriculture                                                   | Tanzania                         |
| St. John's University of Tanzania                                                   | Tanzania                         |
| St. Augustine University of Tanzania                                                | Tanzania                         |
| The State University of Zanzibar                                                    | Tanzania                         |
| University of Dar es Salaam                                                         | Tanzania                         |
| Zanzibar University                                                                 | Tanzania                         |
| University of Trinidad and Tobago                                                   | Trinidad and Tobago              |
| Bugema University                                                                   | Uganda                           |
| ISBAT University                                                                    | Uganda                           |
| Islamic University in Uganda                                                        | Uganda                           |
| Kampala International University                                                    | Uganda                           |
| Kyambogo University                                                                 | Uganda                           |
| Makerere University                                                                 | Uganda                           |
| Mbarara University of Science and Technology                                        | Uganda                           |
| Uganda Christian University                                                         | Uganda                           |
| Uganda Martyrs University                                                           | Uganda                           |
| Bath Spa University                                                                 | United Kingdom                   |
| Birkbeck, University of London                                                      | United Kingdom                   |
| Birmingham City University                                                          | United Kingdom                   |
| Bournemouth University                                                              | United Kingdom                   |
| Brunel University London                                                            | United Kingdom                   |
| Buckinghamshire New University                                                      | United Kingdom                   |
| Canterbury Christ Church University                                                 | United Kingdom                   |
| Cardiff Metropolitan University                                                     | United Kingdom                   |
| Cardiff University                                                                  | United Kingdom                   |
| City, University of London                                                          | United Kingdom                   |
| Coventry University                                                                 | United Kingdom                   |
| Cranfield University                                                                | United Kingdom                   |
| Durham University                                                                   | United Kingdom                   |
| Edge Hill University                                                                | United Kingdom                   |
| Edinburgh Napier University                                                         | United Kingdom                   |
| Glasgow Caledonian University                                                       | United Kingdom                   |
| Heriot-Watt University                                                              | United Kingdom                   |
| Keele University                                                                    | United Kingdom                   |
| King's College de Londres                                                           | United Kingdom                   |
| Kingston University                                                                 | United Kingdom                   |
| Lancaster University                                                                | United Kingdom                   |
| Liverpool Hope University                                                           | United Kingdom                   |
| Liverpool John Moores University                                                    | United Kingdom                   |
| London School of Business and Management                                            | United Kingdom                   |
| London South Bank University                                                        | United Kingdom                   |
| Middlesex University                                                                | United Kingdom                   |
| Newcastle University                                                                | United Kingdom                   |
| Northumbria University                                                              | United Kingdom                   |
| Oxford Brookes University                                                           | United Kingdom                   |
| Plymouth University                                                                 | United Kingdom                   |
| Queen's University Belfast                                                          | United Kingdom                   |
| Royal Academy of Music                                                              | United Kingdom                   |
| Royal Central School of Speech and Drama                                            | United Kingdom                   |
| School of Advanced Study, University of London                                      | United Kingdom                   |
| School of Oriental and African Studies                                              | United Kingdom                   |
| Sheffield Hallam University                                                         | United Kingdom                   |
| Staffordshire University                                                            | United Kingdom                   |
| Swansea University                                                                  | United Kingdom                   |
| Courtauld Institute of Art                                                          | United Kingdom                   |
| The Institute of Cancer Research                                                    | United Kingdom                   |
| The Open University                                                                 | United Kingdom                   |
| The University of Manchester                                                        | United Kingdom                   |
| The University of Northampton                                                       | United Kingdom                   |
| Ulster University                                                                   | United Kingdom                   |
| University College Birmingham                                                       | United Kingdom                   |
| University College London                                                           | United Kingdom                   |
| University of Bath                                                                  | United Kingdom                   |
| University of Birmingham                                                            | United Kingdom                   |
| University of Bristol                                                               | United Kingdom                   |
| University of Cambridge                                                             | United Kingdom                   |
| University of Chester                                                               | United Kingdom                   |
| University of Edinburgh                                                             | United Kingdom                   |
| University of Exeter                                                                | United Kingdom                   |
| University of Glasgow                                                               | United Kingdom                   |
| University of Greenwich                                                             | United Kingdom                   |
| University of Hull                                                                  | United Kingdom                   |
| University of Kent                                                                  | United Kingdom                   |
| University of Leeds                                                                 | United Kingdom                   |
| University of Leicester                                                             | United Kingdom                   |
| University of Lincoln                                                               | United Kingdom                   |
| Universitat de Londres                                                              | United Kingdom                   |
| University of Nottingham                                                            | United Kingdom                   |
| University of Oxford                                                                | United Kingdom                   |
| University of Reading                                                               | United Kingdom                   |
| University of Roehampton                                                            | United Kingdom                   |
| University of Salford                                                               | United Kingdom                   |
| University of Sheffield                                                             | United Kingdom                   |
| University of Southampton                                                           | United Kingdom                   |
| University of Stirling                                                              | United Kingdom                   |
| University of Strathclyde                                                           | United Kingdom                   |
| University of Sunderland                                                            | United Kingdom                   |
| University of Surrey                                                                | United Kingdom                   |
| University of Sussex                                                                | United Kingdom                   |
| University of the Highlands and Islands                                             | United Kingdom                   |
| University of the West of England                                                   | United Kingdom                   |
| University of the West of Scotland                                                  | United Kingdom                   |
| University of Wales                                                                 | United Kingdom                   |
| University of Warwick                                                               | United Kingdom                   |
| University of West London                                                           | United Kingdom                   |
| University of Winchester                                                            | United Kingdom                   |
| University of Wolverhampton                                                         | United Kingdom                   |
| University of Worcester                                                             | United Kingdom                   |
| University of York                                                                  | United Kingdom                   |
| York St John University                                                             | United Kingdom                   |
| Copperbelt University                                                               | Zambia                           |
| University of Lusaka                                                                | Zambia                           |
| University of Zambia                                                                | Zambia                           |
| Zambian Open University                                                             | Zambia                           |
| Africa University                                                                   | Zimbabwe                         |
| Bindura University of Science Education                                             | Zimbabwe                         |
| Midlands State University                                                           | Zimbabwe                         |
| National University of Science and Technology                                       | Zimbabwe                         |
| Zimbabwe Open University                                                            | Zimbabwe                         |